# Широнин, Пётр Николаевич
Пётр Николаевич Широнин (30 мая [12 июня] 1909, Кирс, Вятская губерния, Российская империя — 30 июня 1968, Кирс, Кировская область, СССР) — Герой Советского Союза, командир 1-го стрелкового взвода 8-й роты 78-го гвардейского стрелкового полка 25-й гвардейской стрелковой дивизии, лейтенант.

## Биография
Родился 12 июня 1909 года в посёлке Кирсинского завода Вятской губернии (ныне город Кирс Кировской области). Окончил педагогический техникум, работал учителем в школе ФЗУ. Впоследствии стал директором школы.
В марте 1942 года был мобилизован в Красную Армию. Прошёл обучение во 2-м Ленинградском пехотном училище, дислоцировавшемся в городе Глазов Удмуртской АССР.
На фронтах Великой Отечественной войны с 1943 года, командовал 1-м взводом 8-й роты 78-го гвардейского стрелкового полка (25-я гвардейская стрелковая дивизия, 6-я армия, Юго-Западный фронт).
2 марта 1943 года взвод лейтенанта Широнина, выполняя боевую задачу, занял оборону на железнодорожном переезде возле села Тарановка Харьковской области. В течение 5 дней до подхода основных сил взвод удерживал позицию. 2 марта 1943 года гитлеровцы бросили на позиции взвода 35 танков, бронемашины с личным составом, а также юнкерсы. В тяжелейшем бою взвод под командованием Широнина удержал позицию, уничтожив 11 боевых машин и около 100 солдат противника. Бойцы взвода, жертвуя собой, бросались с гранатами под танки противника. Лейтенант Широнин был тяжело ранен в этом бою.
Указом Президиума Верховного Совета СССР «О присвоении звания Героя Советского Союза начальствующему и рядовому составу Красной Армии» от 18 мая 1943 года за «образцовое выполнение боевых заданий командования на фронте борьбы с немецкими захватчиками и проявленные при этом отвагу и геройство» удостоен звания Героя Советского Союза с вручением ордена Ленина и медали «Золотая Звезда».
После излечения он был комиссован и демобилизован как инвалид 2-й группы. Пётр Широнин вернулся в родной город, продолжил педагогическую деятельность.
После войны П. Н. Широнин, выступая перед молодыми солдатами 25-й гвардейской стрелковой дивизии, говорил: 

Многие спрашивают меня: с чего начинается подвиг? А с того, отвечаю я, в чём не всегда ещё умеем мы видеть величайший смысл. Это обыденная наша жизнь, повседневные солдатские заботы. Вот вы сегодня были на политзанятиях, рыли окопы, штурмовали полосу препятствий. Отсюда, от вашего повседневного отношения к делу, и начинается подвиг… В годину тяжёлого испытания ничто не появляется в человеке вдруг. Если не было умения, выдержки, если не были высоки моральные качества, приобретённые раньше, то и не родятся они внезапно в трудную минуту, как считают некоторые из вас…— Шафаренко П. М. На разных фронтах. (Записки командира 25-й гвардейской стрелковой дивизии). — М., 1978. — С. 139—170.
Пётр Николаевич Широнин скончался 30 июня 1968 года. Похоронен на родине.

## Награды
- Звезда Героя Советского Союза;
- орден Ленина;
- медали.

## Память
- Улица имени Героя в городе Кирс.
- Улица имени Широнинцев в Кирове.
- Платформа у села Тарановка названа Широнино.
- В память подвига Героев-Широнинцев назван рыболовный траулер.
- В Харькове есть улицы «Гвардейцев Широнинцев» и «Широнина Петра», планируется строительство станции метро «Гвардейцев Широнинцев».
- В Харькове установлен бюст Широнина с перечнем всех Героев-широнинцев.

## Киновоплощение
- Аты-баты, шли солдаты (1977) — Владимир Конкин